# Metsola begravningskapell
Metsola begravningskapell (finska: Metsolan siunauskappeli) är ett kapell i Metsola i Lojo i det finländska landskapet Nyland. Kapellet, som ägs av Lojo församling, uppfördes 1956 enligt arkitekt Erik Bryggmans ritningar. Omkring Metsola begravningskapell finns Metsola begravningsplats.

## Historia och arkitektur
Arkitekten Erik Bryggman avled innan kapellet färdigställdes och hans dotter Carin Bryggman övervakade byggarbetet. Carin Bryggman och hennes man Uolevi Nuotio designade en del av kapellets inredning och lampor. Kapellet har en låg flygelbyggnad, vilken hyser bland annat bårhuset. Flygelbyggnaden har grästak. Hela kapellet är vitt.
Parkeringsplatsen färdigställdes 1995. Metsola begravningskapell renoverades grundligt mellan 2001 och 2002. Klocktornet uppfördes år 2002.

## Bilder

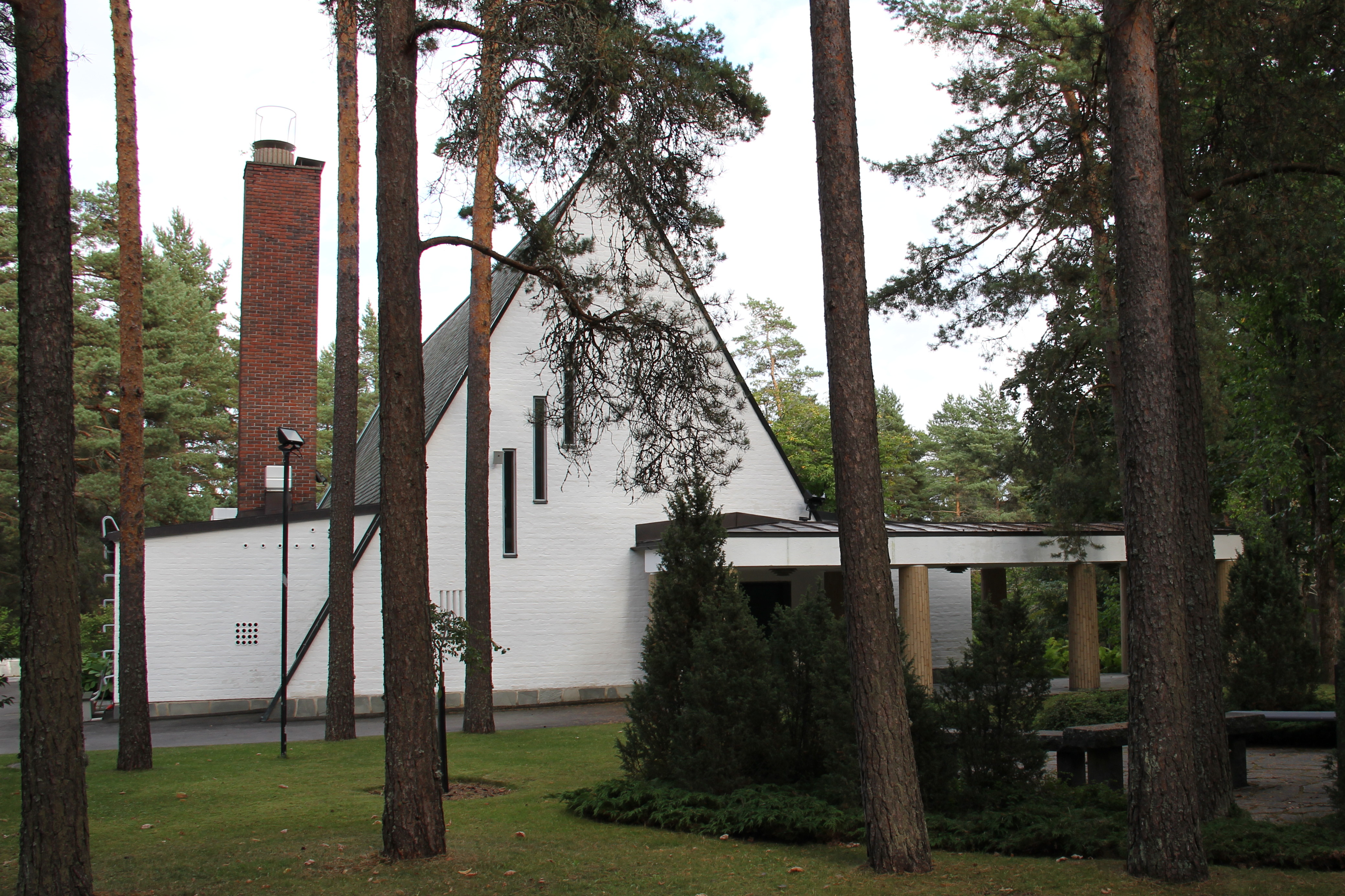
Metsola begravningskapell.
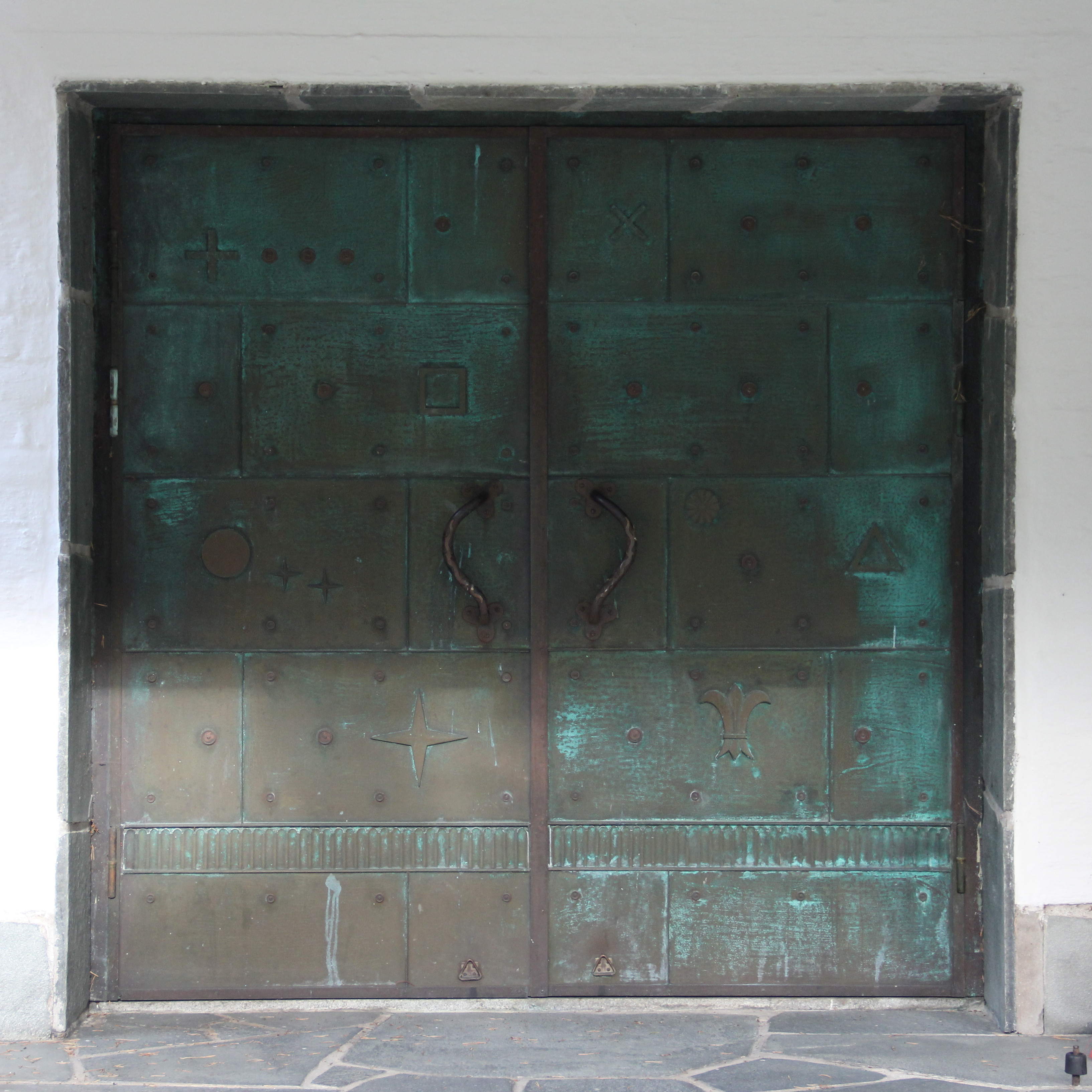
Huvudingången till kapellet.
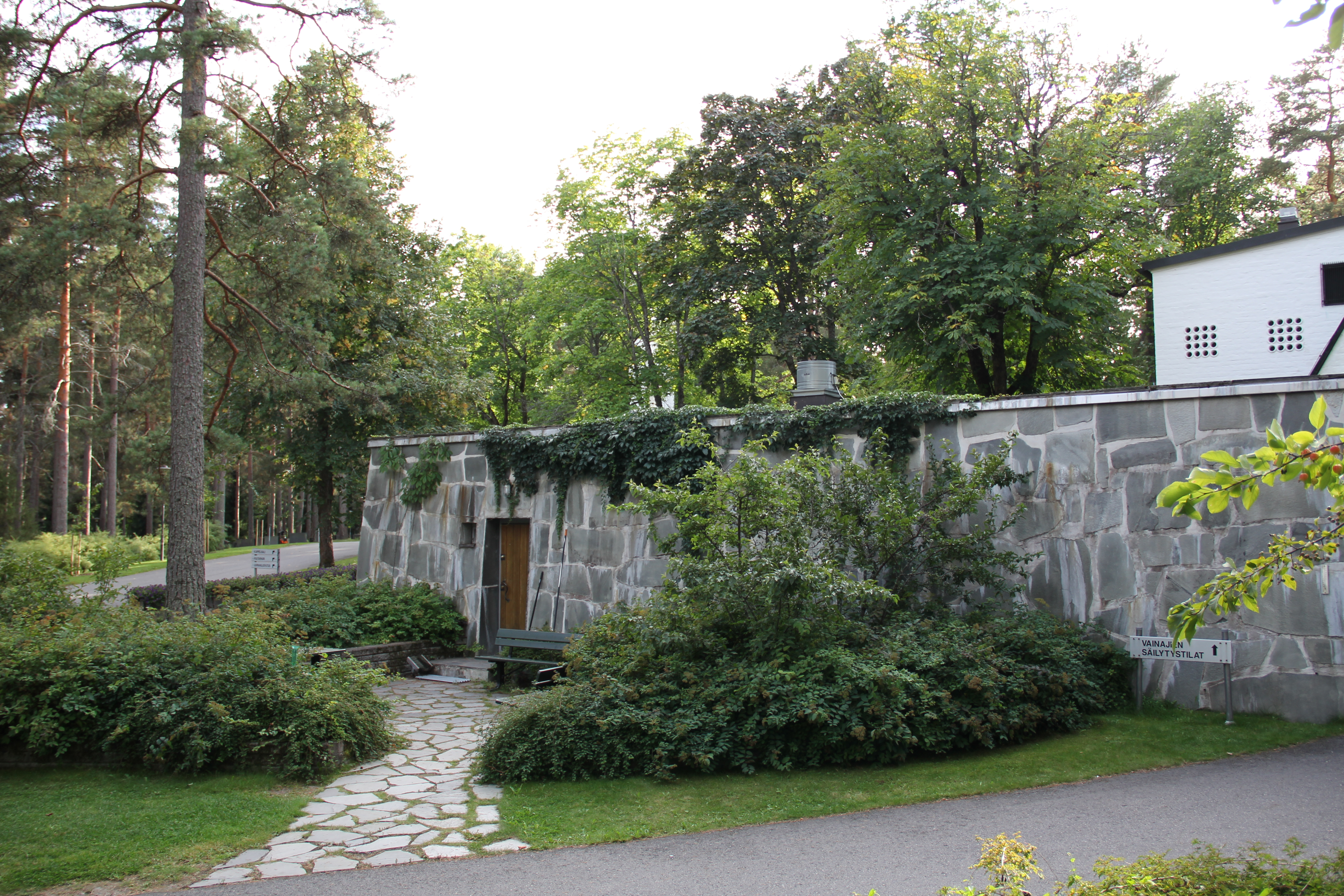
Flygelbyggnaden.
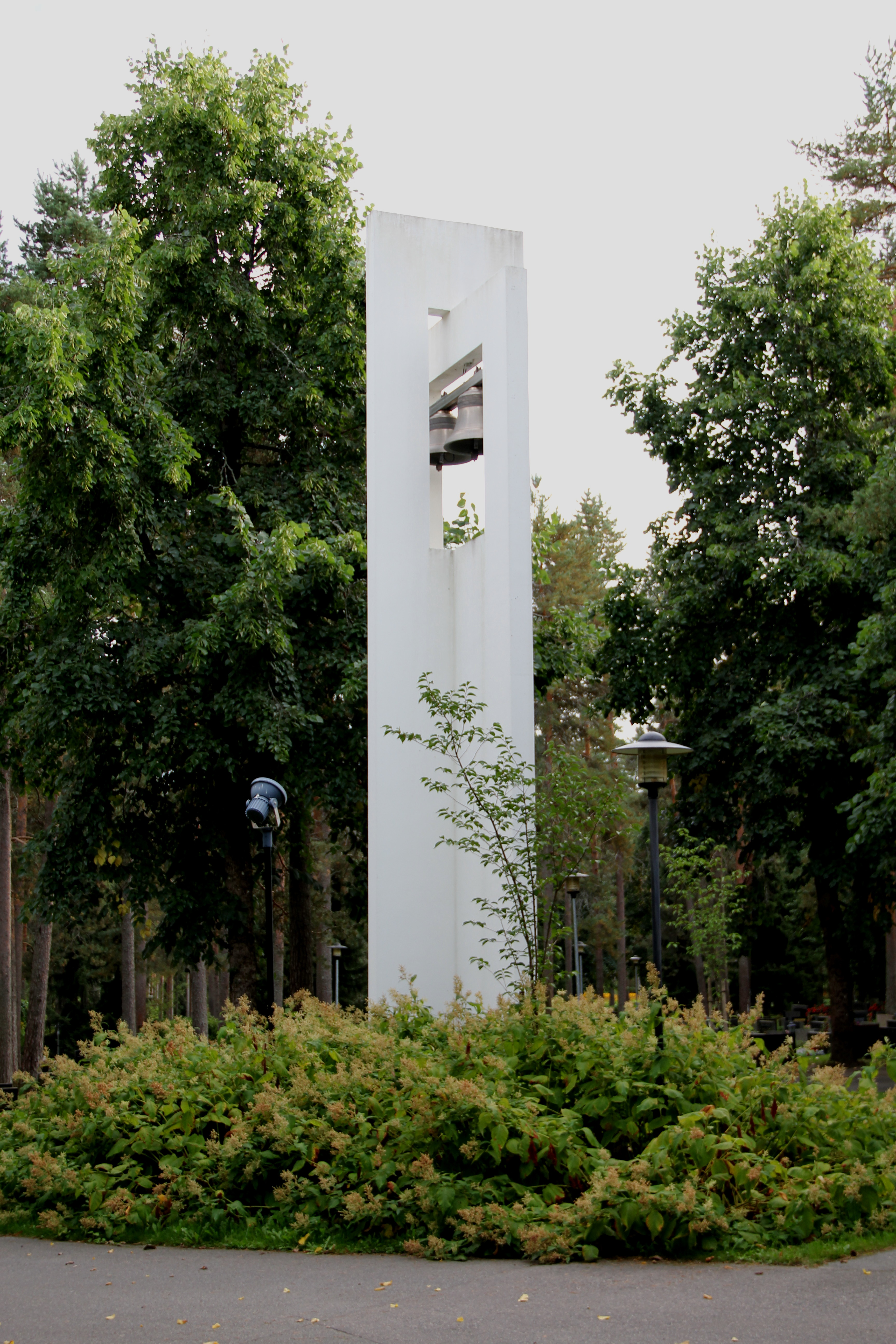
Klocktornet.